# Cyoceraphron fuscopleuralis
Cyoceraphron fuscopleuralis är en stekelart som beskrevs av Paul Dessart 1978. Cyoceraphron fuscopleuralis ingår i släktet Cyoceraphron och familjen pysslingsteklar. Inga underarter finns listade i Catalogue of Life.